# فلسین مارسو
فلسین ماقسو (به فرانسوی: Louis Carette, dit Félicien Marceau) نمایش‌نامه‌نویس، رمان‌نویس و فیلم‌نامه‌نویس قرن بیستم میلادی اهل فرانسه است.